# Квинт Гатерий Антонин
Квинт Гате́рий Антони́н (лат. Quintus Hatterius Antoninus; умер после 58 года) — древнеримский сенатор из плебейского рода Гатериев, ординарный консул 53 года.

## Биография
Квинт Гатерий был сыном Домиции Лепиды Старшей от её первого мужа, Децима Гатерия Агриппы. Они поженились около 3 года; она происходила из старинного плебейского рода Домициев Агенобарбов, а он был сыном знаменитого римского оратора Квинта Гатерия. По женской линии Квинт Гатерий Антонин являлся правнуком триумвира Марка Антония и Октавии Младшей, сестры Августа.
В 53 году Квинт Гатерий стал ординарным консулом. Если отталкиваться от возрастного ценза, то родился он не позже 11 года. В 57—58 годах он растратил всё своё состояние и в последние годы жизни получал персональную пенсию от Нерона. Согласно Сенеке Младшему, являлся профессиональным охотником за наследствами.